# Scrapter niger
Scrapter niger is een vliesvleugelig insect uit de familie Colletidae. De wetenschappelijke naam van de soort is voor het eerst geldig gepubliceerd in 1825 door Lepeletier.